# Seznam sopek Islandu a Severního ledového oceánu
Toto je seznam sopek Islandu a Severního ledového oceánu

## Island
| Název              | Forma               | Výška (m) | Souřadnice   | Souřadnice   | Poslední erupce |
| Název              | Forma               | Výška (m) | Zem. šířka   | Zem. délka   | Poslední erupce |
| ------------------ | ------------------- | --------- | ------------ | ------------ | --------------- |
| Askja              | stratovulkán        | 1516      | 65°02'00'' N | 16°45'00'' W | 1961            |
| Bárdarbunga        | stratovulkán        | ~ 2000    | 64°38'00'' N | 17°32'00'' W | 1903            |
| Brennisteinsfjöll  | trhlinové erupce    | 626       | 63°55'00'' N | 21°50'00'' W | 1341            |
| Esjufjöll          | stratovulkán        | 1760      | 64°16'00'' N | 16°39'00'' W | 1927            |
| Eyjafjöll          | stratovulkán        | 1666      | 63°38'00'' N | 19°37'00'' W | 2010            |
| Fremrinamur        | stratovulkán        | 939       | 65°26'00'' N | 16°39'00'' W | 800 před Kr.    |
| Grímsnes           | trhlinové erupce    | 214       | 64°02'00'' N | 20°52'00'' W | 3500 před Kr.   |
| Grímsvötn          | kaldera             | 1725      | 64°25'00'' N | 17°20'00'' W | 2011            |
| Hekla              | stratovulkán        | 1491      | 63°59'00'' N | 19°42'00'' W | 2000            |
| Hengill            | trhlinové erupce    | 803       | 64°11'00'' N | 21°20'00'' W | 90              |
| Hofsjökull         | štítový vulkán      | 1782      | 64°47'00'' N | 18°55'00'' W | ???             |
| Katla              | štítový vulkán      | 1512      | 63°38'00'' N | 19°03'00'' W | 1918            |
| Kerlingarfjöll     | stratovulkán        | 1488      | 64°38'00'' N | 19°19'00'' W | ???             |
| Krafla             | kaldera             | 650       | 65°44'00'' N | 16°47'00'' W | 1984            |
| Kolbeinsey         | podmořský vulkán    | 5         | 66°40'00'' N | 18°30'00'' W | 1755            |
| Krísuvík           | trhlinové erupce    | 379       | 63°56'00'' N | 22°06'00'' W | 1340            |
| Kverkfjöll         | stratovulkán        | ~ 1920    | 64°39'00'' N | 16°43'00'' W | 1968            |
| Langjökull         | stratovulkán        | 1360      | 64°45'00'' N | 19°59'00'' W | 925             |
| Ljósufjöll         | trhlinové erupce    | 988       | 64°52'00'' N | 22°14'00'' W | 960             |
| Loki-Fögrufjöll    | štítový vulkán      | 1570      | 64°29'00'' N | 17°48'00'' W | 1910            |
| Lysuhóll           | pyroklastický kužel | > 540     | 64°52'00'' N | 23°15'00'' W | ???             |
| Öræfajökull        | stratovulkán        | 2119      | 64°00'00'' N | 16°39'00'' W | 1728            |
| Prestahnukur       | štítový vulkán      | ~ 1390    | 64°36'00'' N | 20°35'00'' W | 7550 před Kr.   |
| Reykjanes          | trhlinové erupce    | 230       | 63°53'00'' N | 22°30'00'' W | 1227            |
| Reykjaneshryggur   | podmořský vulkán    | 80        | 63°40'00'' N | 23°20'00'' W | 1970            |
| Vestmannaeyjar     | podmořský vulkán    | 279       | 63°26'00'' N | 20°17'00'' W | 1973            |
| Snæfellsjökull     | stratovulkán        | 1448      | 64°48'00'' N | 23°47'00'' W | 200             |
| Þeistareykjarbunga | štítový vulkán      | 564       | 65°53'00'' N | 16°50'00'' W | 750 před Kr.    |
| Tindfjallajökull   | stratovulkán        | 1463      | 63°47'00'' N | 19°34'00'' W | ???             |
| Tjörnes            | podmořský vulkán    | ???       | 66°18'00'' N | 17°06'00'' W | 1868            |
| Torfajökull        | stratovulkán        | 1259      | 63°55'00'' N | 19°30'00'' W | 1477            |
| Tungnafellsjökull  | stratovulkán        | 1535      | 64°44'00'' N | 17°55'00'' W | ???             |
| Vatnafjöll         | trhlinové erupce    | 1235      | 63°55'00'' N | 19°40'00'' W | 750             |

## Norsko

### Jan Mayen
| Název      | Forma        | Výška (m) | Souřadnice   | Souřadnice   | Poslední erupce |
| Název      | Forma        | Výška (m) | Zem. šířka   | Zem. délka   | Poslední erupce |
| ---------- | ------------ | --------- | ------------ | ------------ | --------------- |
| Beerenberg | stratovulkán | 2277      | 71°05'00'' N | 08°10'00'' W | 1985            |

## Severní ledový oceán
| Název             | Forma            | Výška (m) | Souřadnice   | Souřadnice   | Poslední erupce |
| Název             | Forma            | Výška (m) | Zem. šířka   | Zem. délka   | Poslední erupce |
| ----------------- | ---------------- | --------- | ------------ | ------------ | --------------- |
| East Gakkel Ridge | podmořský vulkán | - 3800    | 85°35'00'' N | 85°00'00'' W | ???             |
| Lomonosov Ridge   | podmořský vulkán | - 1500    | 88°16'00'' N | 65°36'00'' W | ???             |